# 욱수천
욱수천(旭水川)은 대한민국 대구광역시 수성구 욱수동에 있는 지방 하천이다.

## 역사
공룡 시대에는 공룡들이 서식하였고, 공룡 발자국도 있다.
삼국시대부터 사람들이 밀집하였던 지역으로, 1970년대에 산업화로 인하여 폐수가 흘러서 오염되었지만 수성구청에서 2013년에 보수작업을 진행하여서 최근 완전히 복구하였다.

## 산책로
공영주차장부터 남천까지 3km가량의 산책로가 조성되어 있다. 산책로 근처에는 다량의 조류들과 맹꽁이가 서식한다. 또한 길고양이도 많이 서식하고 있다. 하천 상류에는 덕원고등학교가 있다.

## 특징
옥수천에는 또한 옥수천교라는 다리가 있는데 이 다리는 1937년 일제가 부설한 교량으로 경부선 복선화와 함께 증축된 콘크리트 다리다.